# Kabinet-Churchill II
Het kabinet–Churchill II was de uitvoerende macht van de Britse overheid van 23 mei 1945 tot 26 juli 1945. Het kabinet trad aan nadat de Labour Party uit de Oorlogscoalitie was gestapt .

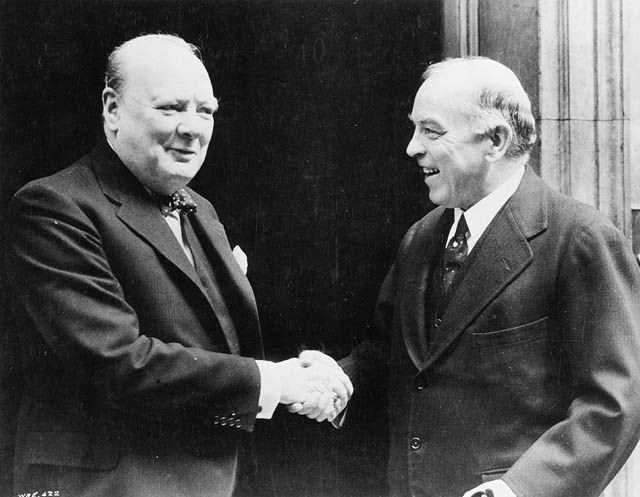
Premier Winston Churchill en premier van Canada William Lyon Mackenzie King tijdens een bijeenkomst in Londen op 15 juli 1941.

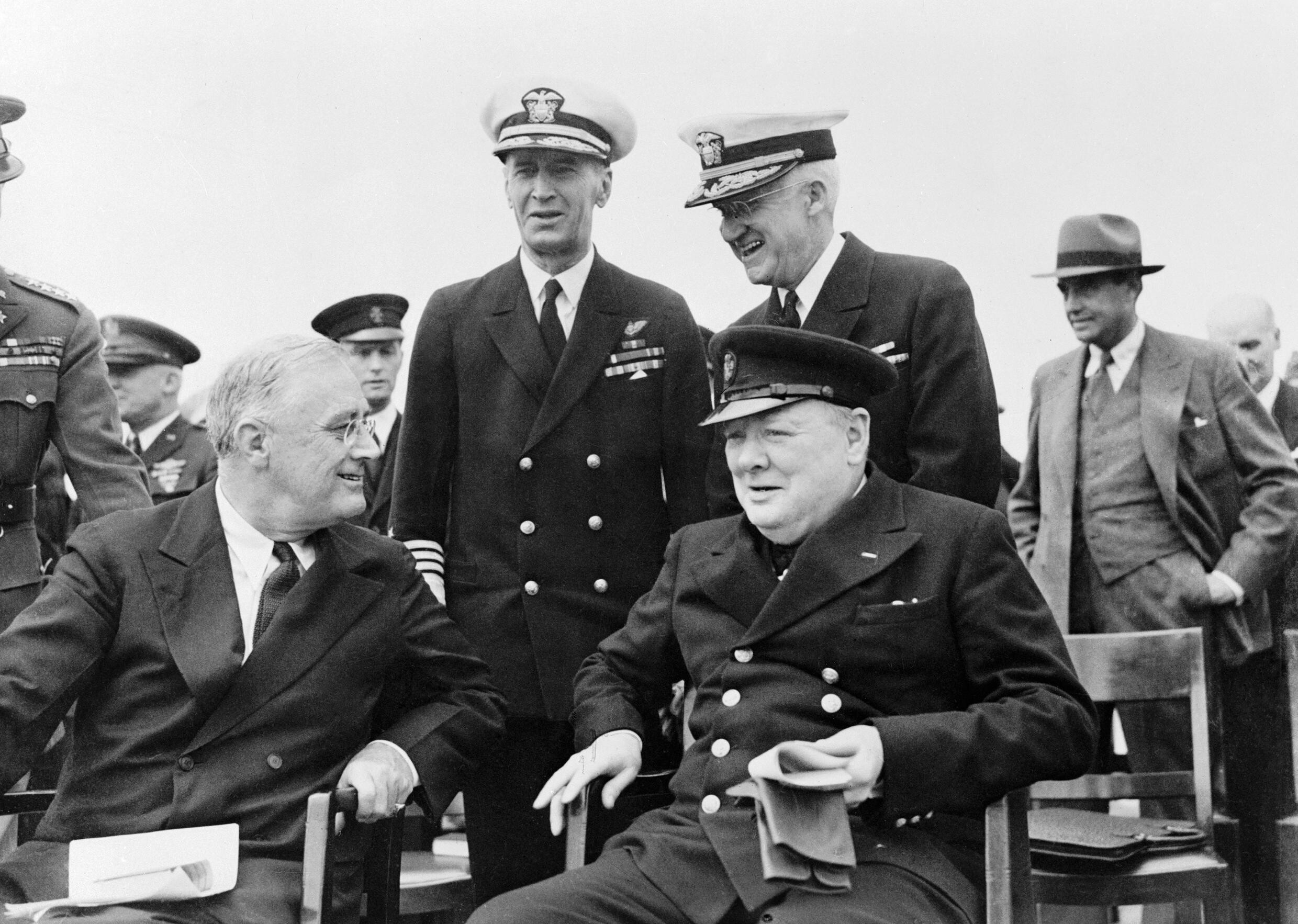
President van de Verenigde Staten Franklin Delano Roosevelt, premier Winston Churchill en admiraals Ernest King en Harold Stark tijdens een bezoek aan de HMS Prince of Wales op 10 augustus 1941.

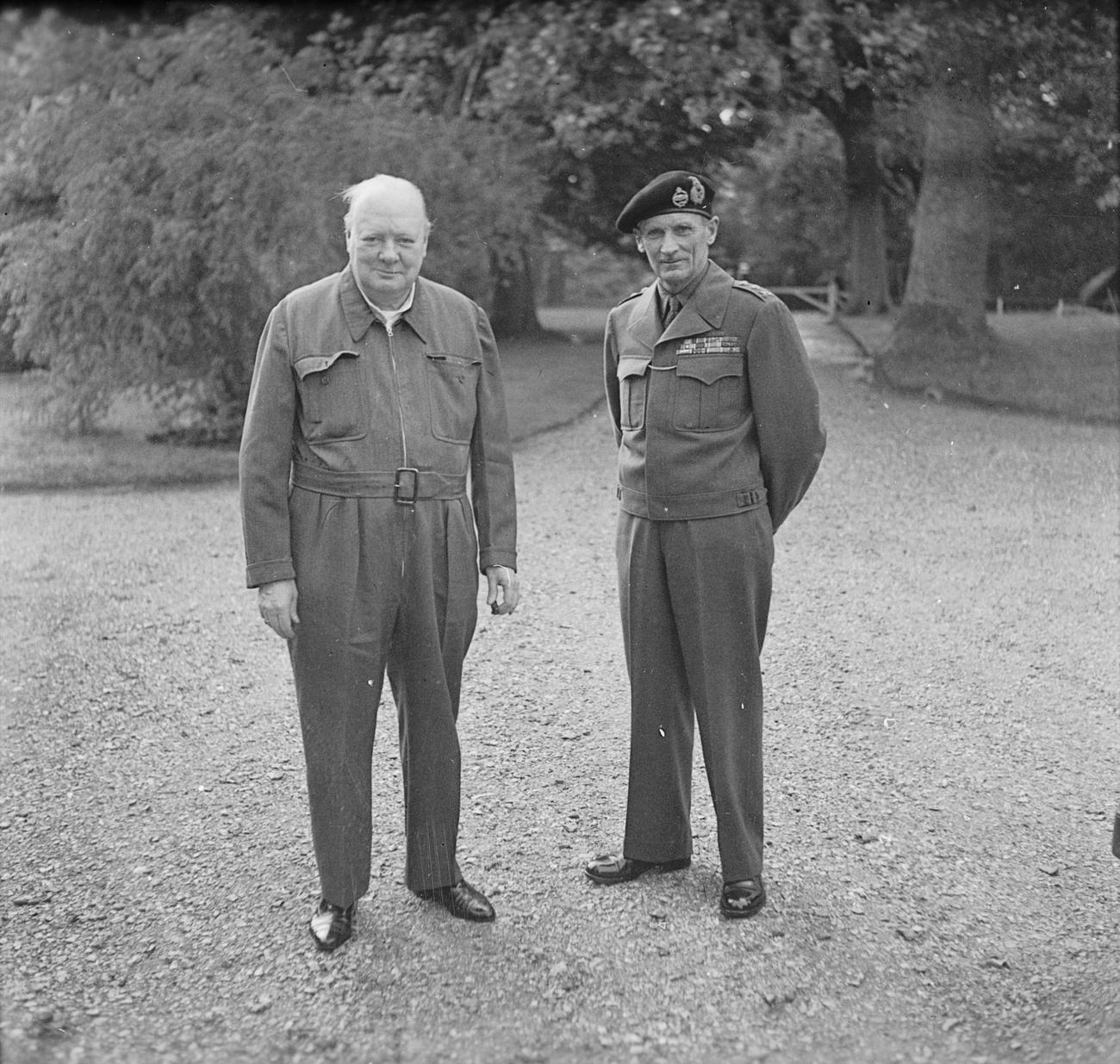
Premier Winston Churchill en veldmaarschalk Bernard Montgomery tijdens de voorbereiding van Operatie Overlord in Portsmouth op 19 mei 1944.

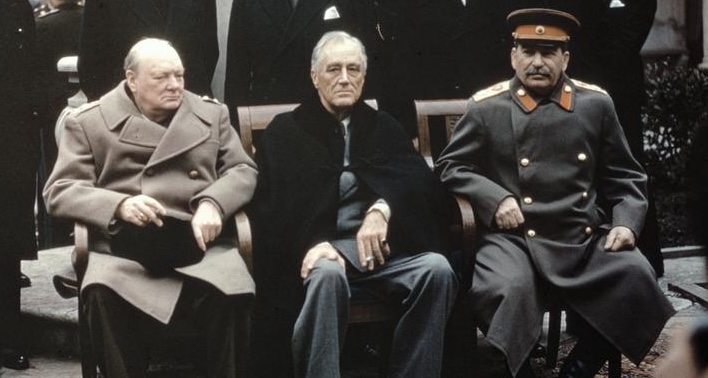
Premier Winston Churchill, president van de Verenigde Staten Franklin Delano Roosevelt en leider van Sovjet-Unie Jozef Stalin tijdens de conferentie van Jalta op 1 februari 1945.

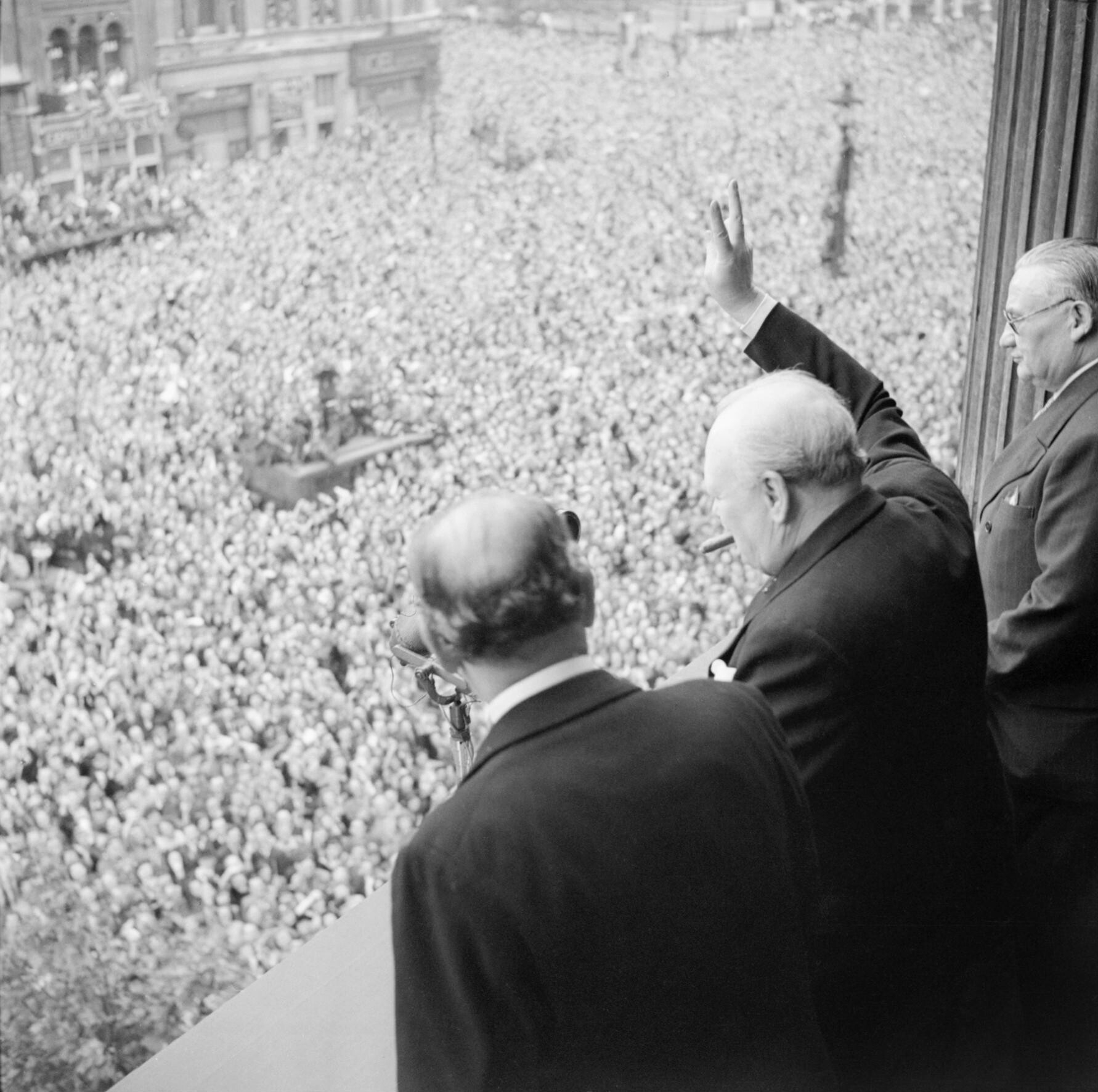
Premier Winston Churchill tijdens de viering van het Einde van de Tweede Wereldoorlog in Europa op het Palace of Westminster op 8 mei 1945.

## Samenstelling
| Ambtsbekleder                                                           | Ambtsbekleder          | Ambtsbekleder                                          | Functie(s)                                | Ambtstermijn      | Ambtstermijn | Partij                 |
| ----------------------------------------------------------------------- | ---------------------- | ------------------------------------------------------ | ----------------------------------------- | ----------------- | ------------ | ---------------------- |
|                                                                         | Winston Churchill      | Winston Churchill (1874–1965)                          | Premier                                   | 10 mei 1940       | 26 juli 1945 | Conservative Party     |
| Minister van Defensie                                                   | Winston Churchill      | Winston Churchill (1874–1965)                          |                                           | 10 mei 1940       | 26 juli 1945 | Conservative Party     |
|                                                                         | John Anderson          | Sir John Anderson (1882–1958)                          | Minister van Financiën                    | 24 september 1943 | 26 juli 1945 | Onafhankelijk          |
|                                                                         | Anthony Eden           | Anthony Eden (1897–1977)                               | Minister van Buitenlandse Zaken           | 22 december 1940  | 26 juli 1945 | Conservative Party     |
| Leader of the House of Commons                                          | Anthony Eden           | Anthony Eden (1897–1977)                               | 22 november 1942                          |                   | 26 juli 1945 | Conservative Party     |
|                                                                         |                        | Sir Donald Somervell (1889–1960)                       | Minister van Binnenlandse Zaken           | 23 mei 1945       | 26 juli 1945 | Conservative Party     |
|                                                                         | Frederick Marquis      | Baron Woolton Frederick Marquis (1883–1964)            | Lord President of the Council             | 23 mei 1945       | 26 juli 1945 | Conservative Party     |
|                                                                         | Max Aitken             | Baron Beaverbrook Max Aitken (1879–1964)               | Lord Privy Seal                           | 24 september 1943 | 26 juli 1945 | Conservative Party     |
|                                                                         | Robert Gascoyne-Cecil  | Burggraaf Cranborne Robert Gascoyne- Cecil (1893–1972) | Leader of the House of Lords              | 21 februari 1942  | 26 juli 1945 | Conservative Party     |
| Minister voor Dominion Zaken                                            | Robert Gascoyne-Cecil  | Burggraaf Cranborne Robert Gascoyne- Cecil (1893–1972) | 24 september 1943                         |                   | 26 juli 1945 | Conservative Party     |
|                                                                         | John Simon             | Burggraaf Simon John Simon (1873–1954)                 | Lord Chancellor                           | 10 mei 1940       | 26 juli 1945 | National Liberal Party |
|                                                                         | James Grigg            | Sir James Grigg (1890–1964)                            | Minister voor Oorlog                      | 19 februari 1942  | 26 juli 1945 | Onafhankelijk          |
|                                                                         | Brendan Bracken        | Brendan Bracken (1901–1958)                            | Minister voor de Marine                   | 23 mei 1945       | 26 juli 1945 | Conservative Party     |
|                                                                         | Harold Macmillan       | Harold Macmillan (1894–1986)                           | Minister voor de Luchtmacht               | 23 mei 1945       | 26 juli 1945 | Conservative Party     |
|                                                                         | Oliver Lyttelton       | Oliver Lyttelton (1893–1952)                           | Minister van Handel                       | 23 mei 1945       | 26 juli 1945 | Conservative Party     |
| Minister voor Oorlogsproductie                                          | Oliver Lyttelton       | Oliver Lyttelton (1893–1952)                           | 19 februari 1942                          |                   | 26 juli 1945 | Conservative Party     |
|                                                                         | Henry Willink          | Henry Willink (1894–1973)                              | Minister van Volksgezondheid              | 11 november 1943  | 26 juli 1945 | Conservative Party     |
|                                                                         | Rab Butler             | Rab Butler (1902–1982)                                 | Minister van Arbeid                       | 23 mei 1945       | 26 juli 1945 | Conservative Party     |
|                                                                         | Richard Law            | Richard Law (1901–1980)                                | Minister van Onderwijs                    | 23 mei 1945       | 26 juli 1945 | Conservative Party     |
|                                                                         | Frederick Leathers     | Baron Leathers Frederick Leathers (1883–1965)          | Minister van Transport en Luchtvaart      | 1 mei 1941        | 26 juli 1945 | Conservative Party     |
|                                                                         | Duncan Sandys          | Duncan Sandys (1908–1987)                              | Minister van Openbare Werken              | 22 november 1944  | 26 juli 1945 | Conservative Party     |
|                                                                         | Robert Hudson          | Robert Hudson (1886–1957)                              | Minister van Landbouw en Visserij         | 10 mei 1940       | 26 juli 1945 | Conservative Party     |
|                                                                         | Arthur Salter          | Sir Arthur Salter (1881–1975)                          | Kanselier van het Hertogdom Lancaster     | 23 mei 1945       | 26 juli 1945 | Onafhankelijk          |
|                                                                         | Oliver Stanley         | Oliver Stanley (1896–1950)                             | Minister voor Koloniale Zaken             | 22 november 1942  | 26 juli 1945 | Conservative Party     |
|                                                                         | Leo Amery              | Leo Amery (1873–1955)                                  | Minister voor Brits-Indië en Birma        | 10 mei 1940       | 26 juli 1945 | Conservative Party     |
|                                                                         | Harry Primrose         | Graaf van Rosebery Harry Primrose (1882–1974)          | Minister voor Schotland                   | 23 mei 1945       | 26 juli 1945 | National Liberal Party |
| Formeel geen leden van het kabinet, maar woonde kabinetsvergadering bij |                        |                                                        |                                           |                   |              |                        |
| Ambtsbekleder                                                           | Ambtsbekleder          | Ambtsbekleder                                          | Functie(s)                                | Ambtstermijn      | Ambtstermijn | Partij                 |
|                                                                         | Ernest Brown           | Ernest Brown (1881–1962)                               | Minister voor Vliegtuigproductie          | 23 mei 1945       | 26 juli 1945 | National Liberal Party |
|                                                                         | Andrew Duncan          | Sir Andrew Duncan (1884–1952)                          | Minister voor Bevoorrading                | 4 februari 1942   | 26 juli 1945 | Onafhankelijk          |
|                                                                         | Gwilym Lloyd George    | Gwilym Lloyd George (1894–1967)                        | Minister voor Energie en Brandstof        | 2 juni 1942       | 26 juli 1945 | Liberal Party          |
|                                                                         | Philip Cunliffe-Lister | Burggraaf Swinton Philip Cunliffe-Lister (1884–1972)   | Minister voor Burgerluchtvaart            | 8 oktober 1944    | 26 juli 1945 | Conservative Party     |
|                                                                         | Walter Womersley       | Sir Walter Womersley (1878–1961)                       | Minister voor Pensioenen                  | 7 juni 1939       | 26 juli 1945 | Conservative Party     |
|                                                                         | Leslie Hore-Belisha    | Leslie Hore-Belisha (1893–1957)                        | Minister voor Verzekeringen               | 23 mei 1945       | 26 juli 1945 | National Liberal Party |
|                                                                         | William Morrison       | William Morrison (1893–1961)                           | Minister voor Huisvesting en Lokale Zaken | 7 februari 1943   | 26 juli 1945 | Conservative Party     |
|                                                                         | John Llewellin         | John Llewellin (1893–1957)                             | Minister voor Voedselproductie            | 11 november 1943  | 26 juli 1945 | Conservative Party     |
|                                                                         |                        | Geoffrey Lloyd (1902–1984)                             | Minister voor Informatie                  | 23 mei 1945       | 26 juli 1945 | Conservative Party     |
|                                                                         | Frederick Lindemann    | Baron Cherwell Frederick Lindemann (1886–1957)         | Thesaurier- generaal                      | 19 februari 1942  | 26 juli 1945 | Conservative Party     |
|                                                                         | David Maxwell Fyfe     | Sir David Maxwell Fyfe (1900–1967)                     | Advocaat- generaal                        | 23 mei 1945       | 26 juli 1945 | Conservative Party     |
|                                                                         | Harry Crookshank       | Harry Crookshank (1893–1961)                           | Minister van Posterijen                   | 7 februari 1943   | 26 juli 1945 | Conservative Party     |
|                                                                         |                        | James Stuart (1897–1971)                               | Onderstaats- secretaris voor Financiën    | 22 december 1940  | 26 juli 1945 | Conservative Party     |
| Chief Whip in het Lagerhuis                                             |                        | James Stuart (1897–1971)                               |                                           | 22 december 1940  | 26 juli 1945 | Conservative Party     |

Russell I ·
Smith-Stanley I ·
Hamilton-Gordon ·
Temple I ·
Smith-Stanley II ·
Temple II ·
Russell II ·
Smith-Stanley III ·
Disraeli I ·
Gladstone I ·
Disraeli II ·
Gladstone II ·
Gascoyne-Cecil I ·
Gladstone III ·
Gascoyne-Cecil II ·
Gladstone IV ·
Primrose ·
Gascoyne-Cecil III ·
Gascoyne-Cecil IV ·
Balfour ·
Campbell-Bannerman ·
Asquith I ·
Asquith II ·
Asquith III ·
Asquith IV ·
Lloyd George I ·
Lloyd George II ·
Law ·
Baldwin I ·
MacDonald I ·
Baldwin II ·
MacDonald II ·
MacDonald III ·
MacDonald IV ·
Baldwin III ·
Chamberlain I ·
Chamberlain II ·
Churchill I ·
Churchill II ·
Attlee I ·
Attlee II ·
Churchill III ·
Eden ·
Macmillan I ·
Macmillan II ·
Douglas-Home ·
Wilson I ·
Wilson II ·
Heath ·
Wilson III ·
Callaghan ·
Thatcher I ·
Thatcher II ·
Thatcher III ·
Major I ·
Major II ·
Blair I ·
Blair II ·
Blair III ·
Brown ·
Cameron I ·
Cameron II ·
May I ·
May II ·
Johnson I ·
Johnson II ·
Truss ·
Sunak ·
Starmer